# Малајешти (Прахова)
Малајешти (рум. Mălăiești) насеље је у Румунији у округу Прахова у општини Рафов. Oпштина се налази на надморској висини од 105 m.

## Становништво
Према подацима из 2002. године у насељу је живело 785 становника, од којих су сви румунске националности.